# Samuilovo, Stara Zagora
Samuilovo (în bulgară Самуилово) este un sat în Obștina Stara Zagora, Regiunea Stara Zagora, Bulgaria.

## Demografie
Componența etnică a satului Samuilovo
     Bulgari (97,65%)
     Romi (2,34%)
     Nicio identificare (0%)
     Altele (0%)
La recensământul din 2011, populația satului Samuilovo era de 213 locuitori. Din punct de vedere etnic, majoritatea locuitorilor (97,65%) erau bulgari, cu o minoritate de romi (2,34%). Pentru 0,0% din locuitori nu este cunoscută apartenența etnică.